# Devario aequipinnatus
Devario aequipinnatus, conosciuto comunemente come danio gigante è un piccolo pesce d'acqua dolce, appartenente alla famiglia Cyprinidae. Un tempo era classificato nel genere Danio.

## Distribuzione e habitat
Endemico dell'Asia sudorientale tra il Nepal e l'Indocina dove frequenta torrenti collinari con acque limpide e fondali ghiaiosi.

## Descrizione
Sono presenti strisce blu nella parte posteriore del corpo.

## Biologia

### Alimentazione
Si nutre di invertebrati acquatici, soprattutto insetti ma anche anellidi e crostacei.

## Acquariofilia
Dev'essere allevato in gruppi di almeno 5 esemplari in acquari di almeno 100 litri.

## Conservazione
Dal momento che la specie è catturata regolarmente per il mercato acquariofilo, potrebbe subire la minaccia di sovrasfruttamento. La specie non è comunque attualmente considerata minacciata in natura: anche se sono poche le informazioni disponibili pare che le popolazioni siano abbondanti e in buona salute.